# Shealeigh
Shealeigh (* 1998 in Chicago, Illinois) ist eine US-amerikanische Sängerin und Songwriterin. Größere Bekanntheit erlangte sie durch die Castingshow Radio Disneys Next Big Thing, welche sie im Jahr 2011 gewann.

## Leben und Karriere
Shealeigh begann bereits im Alter von zwei Jahren mit dem Singen. Mit zehn Jahren fing sie an ihre Lieder selbst zu schreiben. Ihre Vorbilder sind: Adele, Taylor Swift und Beyoncé. Sie kann Gitarre und Piano spielen.
Im Alter von zwölf Jahren stellte Shealeigh ihre Coverversion des Liedes Shark in the Water auf YouTube. Nachdem Ellen DeGeneres im Jahr 2010 auf sie aufmerksam wurde, lud sie Shealeigh zu sich in die Sendung ein. Shealeigh konnte schließlich bei Ellen das Lied live aufführen.
Im Jahr 2011 nahm sie zusammen mit Zack Montana, Ladina Spence, Hollywood Ending und Tay Barton bei der vierten Staffel der Castingshow Radio Disneys Next Big Thing teil, welche von der Walt Disney Company organisiert wurde. In der Finalsendung vom 7. Dezember 2011 setzte sie sich gegen ihren verbliebenen Konkurrenten Zack Montana durch und gewann mit dem Lied What Can I Say die Castingshow.

## Diskografie
- 2011: What Can I Say
- 2011: Spotlight
- 2012: Strangely Beautiful